# Большая Ослянка (посёлок)
Большая Ослянка — посёлок в Пермском крае России. Входит в Кизеловский городской округ.

## Географическое положение
Посёлок расположен на левом берегу реки Косьва, примерно в 45 километрах на восток-северо-восток по прямой линии от центра города Кизел, у подножья горы Ослянка.

### Климат
Климат умеренно континентальный. Довольно суровая снежная зима с незначительными оттепелями, поздняя прохладная и сравнительно сухая весна, короткое и жаркое лето и влажная прохладная осень. Снежный покров удерживается 170—190 дней. Среднегодовая температура −0,9 °C, средняя месячная температура января −17,2 °C, температура июля +15,4 °C. Продолжительность устойчивых морозов — 153 дня. По данным многолетних наблюдений наибольшее количество осадков приходится на лето и осень (62-97 мм), а наименьшее — на зиму (31-42 мм). Среднегодовое количество осадков — 630 мм.

## История
Основан посёлок как лагпункт Кизеллага (в дальнейшем отдельный лагерный пункт № 8). К 1990 году заключённых в зоне особого режима оставалось около 200. В дальнейшем колония была закрыта. Население разъехалось осенью 2001 года. 
С декабря 2004 года до апреля 2018 года посёлок входил в Северно-Коспашское сельское поселение Кизеловского муниципального района.

## Население
| 2010 |
| ---- |
| 0    |

Постоянное население посёлка было 8 человек, русских 87 % (2002), 0 (2010).